# Vlado Bučkovski
Vlado Bučkovski (Skoplje, 2. prosinca 1962.) je bivši premijer Republike Makedonije, od 15. prosinca 2004. do 27. kolovoza 2006.
Bučkovski je diplomirao na Pravnom fakultetu u Skoplju 1986., a magistrirao 1992. Svoju doktorsku tezu "Rimsko i suvremeno dužnosno pravo" obranio je 1998. na istom fakultetu. Od 1987. do 1988. radio je kao pomoćnik ekspert na u Parlamentu Socijalističke Republike Makedonije,u Socijalističkoj Federativnoj Republici Jugoslaviji. Od 1988. do 2002. radio je kao lektor, suradnik, mlađi asistent i asistent na Pravnom fakultetu u Skoplju. Bio je premijer Makedonije od 26. studenog 2004. do 27. kolovoza 2006.